# Wydział Geografii Społeczno-Ekonomicznej i Gospodarki Przestrzennej Uniwersytetu im. Adama Mickiewicza w Poznaniu
Wydział Geografii Społeczno-Ekonomicznej i Gospodarki Przestrzennej Uniwersytetu im. Adama Mickiewicza w Poznaniu – jeden z 20 wydziałów Uniwersytetu im. Adama Mickiewicza w Poznaniu, należący do Szkoły Nauk Społecznych UAM. Wydział skupia swoją działalność wokół dyscypliny geografia społeczno-ekonomiczna i gospodarka przestrzenna.

## Historia
W 1981 roku na Wydziale Geograficzno-Biologicznym powstał Instytut Geografii Społeczno-Ekonomicznej i Planowania Przestrzennego, którym zaczął kierować prof. Zbyszko Chojnicki. Trzy lata później w  1984 roku Instytut został przeniesiony na nowo powstały Wydział Nauk Geograficznych i Geologicznych UAM. Od 1990 roku w jednostce prowadzi się zajęcia na kierunku gospodarka przestrzenna. W 1996 roku została zmieniona nazwa Instytut na Geografii Społeczno-Ekonomicznej i Gospodarki Przestrzennej. 1 kwietnia 2002 roku wyodrębniony został Zakład Polityki Regionalnej i Integracji Europejskiej.Od roku akademickiego 2018/2019 prowadzone są zajęcia na kierunku zintegrowane planowanie rozwoju. W 2019 roku Instytut został wyodrębniony z macierzystego wydziału i przekształcony w Wydział Geografii Społeczno-Ekonomicznej i Gospodarki Przestrzennej, wskutek reorganizacji uczelni. 25 maja 2022 roku odbyły się pierwsze w historii Wydziału promocje doktorskie i habilitacyjne.

### Dyrektorzy Instytutu Geografii Społeczno-Ekonomicznej i Gospodarki Przestrzennej[2]
- Zbyszko Chojnicki (1981-1999)
- Henryk Rogacki (1999-2005)
- Tadeusz Stryjakiewicz (2005-2008)
- Waldemar Ratajczak (2008-2019)

## Ewaluacja nauki
Za okres ewaluacji 2017-2021 dyscyplina Geografia społeczno-ekonomiczna i gospodarka przestrzenna prowadzona na wydziale otrzymała kategorię A.

## Kierunki kształcenia
- gospodarka przestrzenna (studia I i II stopnia)[9]

Kierunek w rankingu kierunków studiów "Perspektywy" zajmuje czołowe miejsca w Polsce:
| 2017 | 2018 | 2019 | 2020 | 2021 | 2022 | 2023 | 2024 |
| ---- | ---- | ---- | ---- | ---- | ---- | ---- | ---- |
| 1    | 3    | 4    | 1    | 1    | 1    | 5    | 5    |

- zintegrowane planowanie rozwoju (studia I stopnia, inżynierskie)[17]

## Struktura organizacyjna

### Zakład Ekonometrii Przestrzennej
Samodzielni pracownicy naukowi:
- dr Tomasz Kossowski – kierownik Zakładu
- prof. dr hab. Waldemar Ratajczak
- dr hab. Eliza Kalbarczyk
- dr hab. Adam Radzimski

### Zakład Geografii Ekonomicznej
Zakład powstał 1 kwietnia 2002 roku pod nazwą Zakład Polityki Regionalnej i Integracji Europejskiej.
Samodzielni pracownicy naukowi:
- dr hab. Robert Kudłak – kierownik Zakładu
- prof. dr hab. Tadeusz Stryjakiewicz
- dr hab. Michał Męczyński
- dr hab. Krzysztof Stachowiak

### Zakład Geografii Kompleksowej
Samodzielni pracownicy naukowi:
- dr hab. Damian Łowicki – Kierownik Zakładu
- prof. dr hab. Janina Borysiak
- prof. dr hab. Andrzej Mizgajski
- dr hab. Katarzyna Fagiewicz
- dr hab. Małgorzata Stępniewska

### Zakład Geografii Rolnictwa i Wsi
Zakład powstał pod nazwą  Zakład Gospodarki Żywnościowej i Wsi w 1987 roku i jego pierwszym kierownikiem do 2004 roku był prof. Benicjusz Głębocki. W latach 2012–2023 kierownikiem była dr hab., prof. UAM Anna Kołodziejczak. W 2019 roku zakład zmienił nazwę na Zakład Geografii Rolnictwa i Wsi.
Samodzielni pracownicy naukowi:
- dr hab. Ewa Kacprzak - Kierownik Zakładu
- dr hab. Barbara Maćkiewicz
- dr hab. Sylwia Staszewska

### Zakład Geografii Społecznej
Samodzielni pracownicy naukowi:
- dr hab. Artur Bajerski – kierownik Zakładu
- dr hab. Katarzyna Kulczyńska
- dr hab. Anna Tobolska
- dr hab. Roman Matykowski (profesor emerytowany)

### Zakład Gospodarki Przestrzennej i Projektowania Urbanistycznego
Samodzielni pracownicy naukowi:
- dr hab. Lidia Mierzejewska – kierownik Zakładu
- dr hab. Magdalena Wdowicka
- prof. dr hab. Jerzy Parysek (profesor emerytowany)

### Zakład Studiów Regionalnych i Lokalnych
Samodzielni pracownicy naukowi:
- prof. dr hab. Paweł Churski – kierownik Zakładu
- dr hab. Joanna Dominiak
- dr hab. Jan Hauke
- dr hab. Barbara Konecka-Szydłowska
- prof. dr hab. Teresa Czyż (profesor emerytowana)

### Zakład Systemów Osadniczych i Zarządzania Terytorialnego
Samodzielni pracownicy naukowi:
- prof. dr hab. Tomasz Kaczmarek – kierownik Zakładu
- dr hab. Łukasz Mikuła

### Pracownia Geografii Krytycznej
Samodzielni pracownicy naukowi:
- dr hab. Michał Rzeszewski – kierownik Pracowni
- prof. dr hab. Jacek Kotus

### Pozostałe jednostki
- Laboratorium Modelowania Ekonometryczno-Przestrzennego
- Laboratorium Rewitalizacji Miast i Odnowy Wsi
- Laboratorium Geografii Cyfrowej i Systemów Informacji Geograficznej
- Centrum Analiz Przestrzennych i Społeczno-Ekonomicznych

## Władze Wydziału
W kadencji 2024–2028:
| Stanowisko                     | Imię i nazwisko              |
| ------------------------------ | ---------------------------- |
| Dziekan                        | prof. dr hab. Paweł Churski  |
| Prodziekan ds. dydaktyki       | dr hab. Joanna Dominiak      |
| Prodziekan ds. kształcenia     | dr Paweł Motek               |
| Prodziekan ds. nauki i rozwoju | dr hab. Krzysztof Stachowiak |

## Czasopisma wydawane przez Wydział
- Rozwój Regionalny i Polityka Regionalna
- Quaestiones Goegraphicae
- Przegląd Planisty[1]